# Danilo Carrera Drouet
Danilo Carrera Drouet (Guayaquil, Ecuador, 13 de octubre de 1938) es un empresario, y dirigente deportivo ecuatoriano ampliamente conocido por ser presidente del Comité Olímpico Ecuatoriano de mayor duración en la historia (1997-2013) y 3 veces presidente de la Federación Ecuatoriana de Tenis. Se graduó de economista en la Universidad de Guayaquil y tiene un postgrado en administración de empresas de la Universidad de Houston, Texas, en Estados Unidos. Fue tesorero de la Confederación Sudamericana de Tenis (1968-1979), presidente del Comité Organizador de los Juegos Deportivos Sudamericanos de Cuenca (1986) y secretario ejecutivo de Odesur (1989-1996).

## Biografía
Danilo nació el 13 de octubre de 1938, en Guayaquil. Su padre fue José Leopoldo Carrera Calvo, antiguo presidente de la Corte Superior de Justicia de Guayaquil, y Malena Drouet Baquerizo de Carrera. Está casado con María Eugenia Lasso Mendoza de Carrera, con quien tiene una hija: Ana María Carrera Lasso.
Danilo realizó sus estudios primarios y secundarios en el Colegio Salesiano Cristóbal Colón y se graduó en el Colegio Público Newtown High School, en Queens New York (1957). Se graduó con honores en la Facultad de Economía de la Universidad de Guayaquil (1963), para posteriormente seguir los estudios en la Universidad de Houston, Texas (1965), donde obtuvo el título de Licenciado en Administración de empresas, título que fue posteriormente refrendado por Universidad de Guayaquil como Ingeniero Comercial.
Al regreso de Houston, organizó la carrera de Economista Especializado en Administración de Negocios, como parte de las carreras ofrecidas por la Facultad de Ciencias Económicas; luego formó la Escuela de Administración de Negocios y posteriormente la Facultad de Administración de Negocios y Contabilidad, donde fue el primer Director y Decano respectivamente.
Actualmente es miembro de la Comisión de Seniors de la Federación Internacional de Tenis (ITF)

## Carrera Profesional

### Cargos privados
Danilo Carrera fundó con su cuñado, Guillermo Lasso Mendoza, la compañía Financiera Finansur (1981), que llegó convertirse en la corporación financiera con más activos en el país, ejerciendo el cargo de Presidente del Directorio. En el año 1984, el Grupo Finansur adquirió la mayoría de las acciones del Banco Guayaquil. En el año 1990 se fusionaron las dos entidades, para crear el Banco Guayaquil, donde se desempeña actualmente como Presidente del Directorio. Además de esta función se desempeña como Cónsul Ad-honorem de Mónaco desde el año 2011, Miembro del Directorio de la Junta de Beneficencia de Guayaquil desde 1996, Presidente de la Federación Ecuatoriana de Tenis, Presidente del Salinas Golf y Tenis Club y del Distrito Ecuador del Panathlon Club Internacional.
Otros cargos en los que estuvo Danilo Carrera fueron:
- Sub-decano de la facultad de Economía y director del área de administración de la  Universidad Católica de Santiago de Guayaquil
- Profesor de  Escuela Superior Politécnica del Litoral
- Presidente del Colegio de Economistas de Guayaquil
- Presidente del Colegio de Economistas del Ecuador y Grupo Andino
- Consultor para entidades como Citibank, CFN y COFIEC.
- Gerente General y Fundador de la Bolsa de Valores de Guayaquil
- Presidente de la Junta Cívica de Guayaquil
- Presidente de ODEBO Organización Deportiva Bolivariana
- Presidente de Comité Olímpico Ecuatoriano
- Presidente de la Federación Ecuatoriana de Tenis
- Miembro de la Comisión de Cultura y Deportes del Comité Olímpico Internacional (IOC)
- Tesorero de la Organización Deportivo Panamericana. (Panamerican Sport Organization)
- Vicepresidente de ODESUR- Organización Deportiva Sudamericana

### Cargos públicos
Los cargos que ostentó en el sector público fueron:
- Gerente de la Sucursal Mayor Guayaquil
- Gerente del Banco Central del Ecuador
- Presidente de la Junta Monetaria del Banco Central del Ecuador
- Ministro de Industrias Comercio e Integración
- Ministro Plenipotenciario en el Pacto Andino
- Representante ante el Banco Mundial y el Fondo Monetario Internacional (FMI)

### Proyectos Profesionales

#### Universitarios
Carrera formuló el proyecto financiero para extender el campus universitario Gustavo Galindo, de la Escuela Superior Politécnica del Litoral, que fue aprobado por el Banco Interamericano de Desarrollo. También diseñó el pensum en las nuevas facultades de Administración en la Universidad Católica de Santiago de Guayaquil, que incluyó el Título de Ingeniero Comercial por primera vez, que no se aplicaba en el país.

#### Junta Cívica de Guayaquil
Como Presidente de la Junta Cívica de Guayaquil (año 1996-1997) fue proponente para que se reforme la Ley Especial de Distribución del Presupuesto Central del Estado, Descentralización del Estado y de la Participación Social, y se asigne el 15% a favor de los Municipios, Consejos Provinciales y el Distrito Metropolitano de Quito. (Registro Oficial n.º 169, del miércoles 8 de octubre del año 1997).

#### Comité Olímpico Ecuatoriano
Como Presidente del Comité Olímpico Ecuatoriano (COE) gestionó y consiguió que el impuesto a las llamadas telefónicas del 15% sea también repartido entre las Federaciones Ecuatorianas y no sólo a las Federaciones Provinciales por Deporte. Construyó contiguo al COE, un edificio de dos pisos para las oficinas de 24 Federaciones Ecuatorianas por Deporte, que no tenían donde sesionar, y renovó la sede de dicho organismo.

## Reconocimientos

### Ecuatorianos
- Al Mérito, en el Grado de Comendador. Condecoración otorgada por el Dr. Jamil Mahuad (1999)
- Grado de Sub. Teniente de Reserva del Ejército Nacional. Rama de Artillería por el presidente Constitucional de la República del Ecuador
- Máximas condecoraciones de la Cámara de Comercio de Guayaquil y de la Cámara de Industrias de Guayaquil
- Hombre del Año de la Revista AMERICA ECONOMIA, de marzo de 1997

### Extranjeros
- Reconocimientos de COLDEPORTES (Colombia), de Gobiernos Autónomos regionales de Buenos Aires, Caracas, Medellín, Sucre, La Paz, Quindio, Cochabamba, Cuguisaca, Ambato, Lima, Huanchaco e Iquique.

## Controversias

### Paradise Papers
Está vinculado en los registros de Paradise Papers. Es director y vicepresidente de ANDEAN INVESTMENT LTD. en las islas Caimán.

### Caso Encuentro

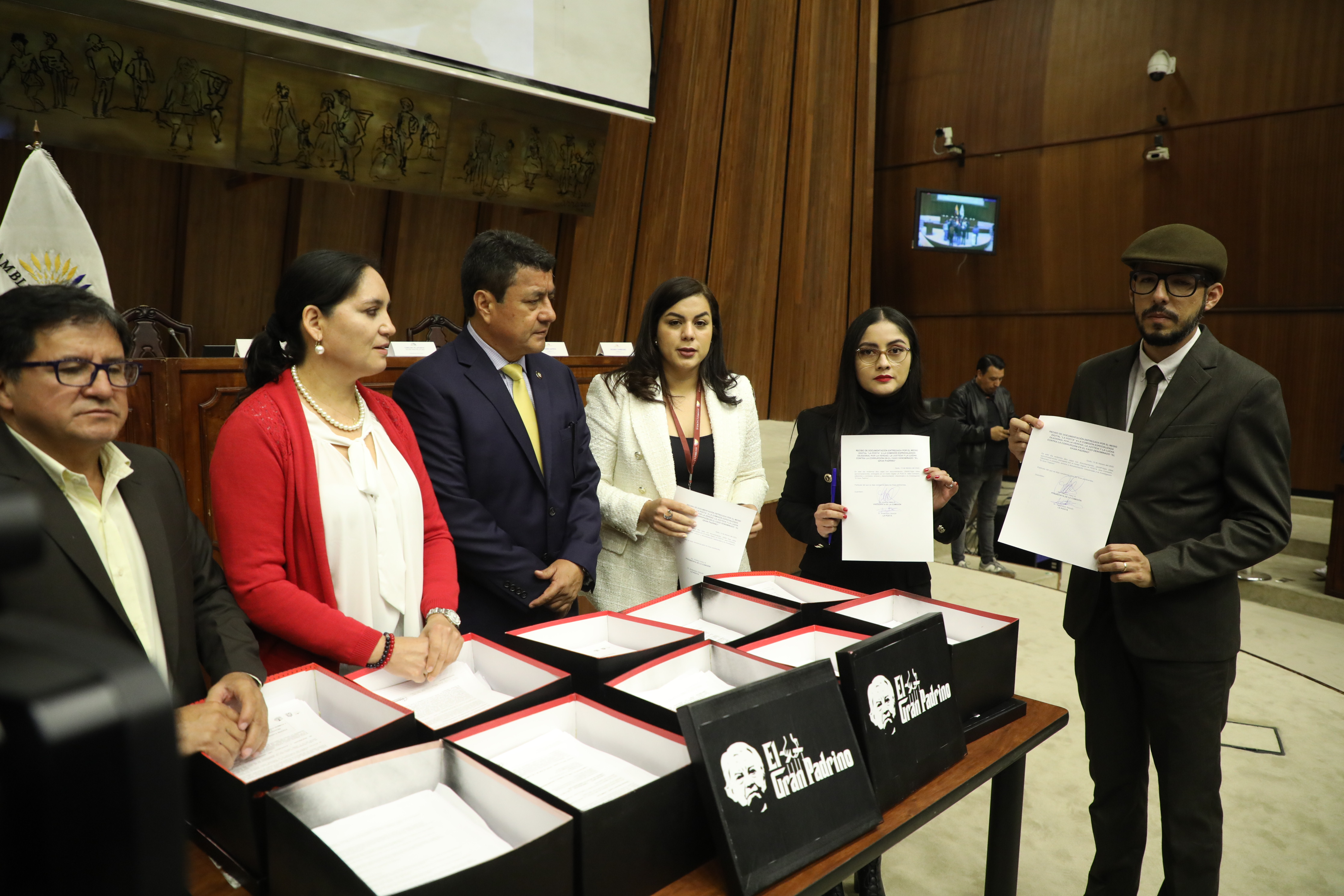
Entrega de información a la Asamblea Nacional sobre el Caso Encuentro por parte de La Posta.

El 9 de enero de 2023, el medio digital La Posta, publicó una investigación que mostraba una trama de corrupción en empresas públicas, liderada por Danilo Carrera, cuñado del presidente Guillermo Lasso. Su operador de confianza sería Rubén Chérrez, quien en 2021 creó siete empresas en un solo día y sería procesado por narcotráfico. El escándalo fue nombrado como "Caso El Gran Padrino". El gobierno guardó silencio durante dos días, hasta que Guillermo Lasso, en una entrevista concedida el 11 de enero, desvirtuó la denuncia y defendió a Carrera. Posteriormente cuatro de los principales implicados en el caso huyeron del país; incluso, uno de ellos, habría alquilado un camión blindado, presuntamente para llevar dinero en efectivo y algunos bienes. El 20 de enero, tras once días de publicación de La Posta, la Fiscalía ejecutó ocho allanamientos simultáneos en Guayaquil y uno en Quito en el marco de las investigaciones del caso, rebautizando al mismo como "Caso Encuentro".
El lunes 13 de febrero, se reunió la Comisión por la Verdad, Justicia y la Lucha contra la Corrupción, en el caso denominado El Gran Padrino; el grupo especializado de la Asamblea Nacional escuchó las comparecencias de varios presuntos involucrados en el caso que involucraría a Carrera. Durante la comparecencia, declaró Andersson Boscan los primeros hallazgos de su investigación, basados en un informe de Inteligencia de la Unidad Antinarcóticos de la Policía Nacional, que fue archivado en enero de 2022. El informe se llamaba “León de Troya” sobre los nexos del Gobierno con el narcotráfico. El informe mostraría audios y conversaciones entre personajes allegados al gobierno de Guillermo Lasso, donde también se menciona a Carrera.
El martes 18 de abril del 2023, Carrera fue retenido para rendir su versión en Fiscalía, en pocas horas (tras rendir su testimonio) fue dejado en libertad.
Finalmente, Carrera ha rechazado las acusaciones e incluso ha llegado a demandar por medio millón de dólares a los periodistas por difamación.
Actualmente está detenido en su domicilio debido a que la ley ecuatoriana estipula que a partir de 65 años de edad, debe cumplir condena bajo arresto domiciliario, debido a una sentencia de 10 años por el delito de delincuencia organizada.